# Micryletta
Micryletta is een geslacht van kikkers uit de familie smalbekkikkers (Microhylidae). De groep werd voor het eerst wetenschappelijk beschreven door Alain Dubois in 1987.
Er zijn drie soorten die voorkomen in zuidoostelijk Azië.

## Taxonomie
Geslacht Micryletta
- Soort Micryletta erythropoda
- Soort Micryletta inornata
- Soort Micryletta steinegeri

Glyphoglossus · 
Kaloula · 
Metaphrynella · 
Microhyla · 
Micryletta · 
Phrynella · 
Uperodon